# Дхолпур
Дхолпур (англ. Dholpur, хинди धौलपुर) — город и муниципалитет в восточной части индийского штата Раджастхан. Административный центр округа Дхолпур. Расположен на высоте 176 м над уровнем моря.

## Общая информация
Экономика города основывается на сельском хозяйстве. Вблизи Дхолпура осуществляется добыча песчаника. Имеется тепловая электростанция, работающая на газе.
В Дхолпуре находится одно из пяти военных училищ Индии, которое было основано в 1962 году и располагается в здании дворца Кесарбагх. Имеется также ещё несколько школ и колледжей.

## Население
Население по данным на 2001 год составляет 92 137 человек (49 391 мужчина и 42 746 женщин).
| 1991   | 2001   | 2012    |
| ------ | ------ | ------- |
| 68 533 | 92 308 | 120 467 |

Источник: